# Terebowiec
Terebowiec (Terebowiłec) – potok, prawy dopływ Wołosatego o długości 8,01 km i powierzchni zlewni 12,88 km².
Potok płynie w Bieszczadach Zachodnich w grupie Tarnicy. Jego dolina głęboko wcina się w masyw gór, rozdzielając dwa równoległe grzbiety: Bukowe Berdo oraz Szeroki Wierch. Źródło potoku położone jest na północnym stoku Tarniczki, ok. 1200 m n.p.m. Następnie potok płynie na północny zachód, zbierając nieliczne dopływy. Na wysokości ok. 760 m skręca na południowy zachód, by potem znowu zmienić kierunek na północno-zachodni i w Ustrzykach Górnych na wysokości ok. 650 m ujść do Wołosatego.
W dolinie Terebowca (pod Krzemieniem) stwierdzono występowanie rzadkich w Polsce gatunków roślin – tocja karpacka, chaber Kotschyego i tojad wiechowaty.